# なんくるないさぁ/カウ☆G
「なんくるないさぁ/カウ☆G」（なんくるないさぁ/カウスタージ）は、日本の女性歌手、今井絵理子の9枚目のシングル。

## 解説
- 今井絵理子名義としては8年4ヶ月ぶりのシングル。
- CD-EXTRA仕様で収録曲2曲のビデオクリップを収録している。
- 通常盤
  - 2011年11月16日にSONIC GROOVEからリリースされた。
- イオン限定盤（頑張ってるお母さん応援盤）[1]
  - 2012年1月21日にはavex infinityよりリリースされた。
  - イベント会場限定販売。（1月21日:イオンモール名取、1月29日:イオンモール筑紫野のみでの販売）
  - ジャケット写真が若干異なるのみで、収録内容は通常盤と共通。

「なんくるないさぁ」
- 沖縄の言葉で「大丈夫」という意味である。
- 日テレ系で2011年3月5日に放送されたドキュメンタリー番組「なんくるないさぁ～今井絵理子が息子と歩んだ6年～」エンディングテーマ。
- 2011年4月6日より各音楽配信サイトにて配信シングルとしてリリースされた。
- 三線の演奏で宮良忍が参加している

「カウ☆G」
- 自身のライブ会場で録音した、ファンによるコーラスを使用している。

## 収録曲

### 音楽トラック
1. なんくるないさぁ
  - 作詞:今井絵理子、作曲・編曲:Gajin
2. カウ☆G(カウスタージ)
  - 作詞・作曲:今井絵理子,Gajin、編曲:佐久間誠
3. なんくるないさぁ-instrumental-
4. カウ☆G(カウスタージ)-instrumental-

### CD-EXTRA
1. なんくるないさぁ music clip
2. カウ☆G(カウスタージ) music clip

## 商品規格
- 通常盤:AVCD-16251 定価￥1,000(CD-EXTRA仕様)
- イオン限定盤:AQC1-50657 定価￥1,000(CD-EXTRA仕様)